# Gübs
Gübs ist ein Ortsteil der Einheitsgemeinde Biederitz im Landkreis Jerichower Land in Sachsen-Anhalt.

## Geographie
Das kleine Kirchendorf Gübs liegt in der landwirtschaftlich genutzten Ehleaue, die sich unmittelbar an die Ostgrenze der Landeshauptstadt Magdeburg anschließt. Die Grenze bildet der Elbe-Umflutkanal, während östlich von Gübs der Fluss Ehle die Gemarkung abgrenzt. Der Ort ist nur über eine 2,5 Kilometer lange Stichstraße (K 1218) zu erreichen, die beim Nachbarort Königsborn von der Bundesstraße 184 abzweigt. An diesem Abzweig liegt die zum Ortsteil gehörende Siedlung Klein Gübs.

## Geschichte
Der Ortsname, der sich über Gubiz (1121) und Gubtz (1562) zu seiner heutigen Bezeichnung entwickelte, ist zweifellos slawischen Ursprungs, doch ist es nicht gesichert, dass Gübs tatsächlich von Slawen angelegt wurde. Vielmehr wird angenommen, dass deutsche Siedler den Namen eines weiter südwestlich gelegenen Dorfes übernommen haben, das 1494 als der wüste Ort Lüthen Gwbitz erwähnt wird. Die deutsche Niederlassung wurde durch die damalige günstige Verkehrslage beeinflusst, denn der Ort entwickelte sich an der wichtigen Durchgangsstraße von Magdeburg nach Brandenburg, dem Klusdamm.
Der erste urkundliche Nachweis findet sich in einer Kaufurkunde von 1221, mit der der Eigentumswechsel vom Kloster Zinna zum Magdeburger Kloster Sankt Lorenz vollzogen wurde. 1494 änderten sich die Eigentumsverhältnisse noch einmal, als das Fähramt Magdeburg den Ort übernahm und ihn bis 1807 im Besitz hielt.
Während des Dreißigjährigen Krieges (1618–1648) geriet Gübs in die Auseinandersetzungen um Magdeburg mit erheblichen Verlusten an Menschen und Gebäuden und kam nach Kriegsende unter brandenburgische, später preußische Oberhoheit. Während als Folge der napoleonischen Kriege die Nachbarstadt Magdeburg ab 1807 unter französische Herrschaft geriet, blieb Gübs auch zu dieser Zeit preußisch. Durch die 1818 durchgeführte Kreisreform erfolgte die Eingliederung in den Kreis Jerichow I mit der Kreisstadt Burg.
Gübs war Gründungsmitglied des im März 1869 zur Hochwasserabwehr im ostelbischen Gebiet gebildeten Ehle-Deichverbandes. Bis dahin schützte ein Ringdeich den Ort, der sich jedoch zunehmend als nicht ausreichend erwiesen hatte. Zusammen mit dem Magdeburger Deichverband und dem Elbenauer Deichverband hat er sich in den Jahren 1871 bis 1875 aktiv an der Errichtung des westlich des Ortes verlaufenden Elbe-Umflutkanals beteiligt. Diese Maßnahme kam auch der in Gübs ansässigen Landwirtschaft zugute, deren Felder nun nicht mehr überflutet wurden.
Lange Zeit war die Landwirtschaft der Haupterwerbszweig der Gübser. Für ostelbische Verhältnisse war der Boden mit einer durchschnittlichen Ackerzahl von 53 von guter Qualität. Bis zum Ende des Zweiten Weltkrieges besaß der Ort 15 Bauernhöfe. Im Zuge der von den DDR-Behörden ab 1953 durchgesetzten Kollektivierung der Landwirtschaft mussten sich die Gübser Höfe der LPG in Wahlitz anschließen. 1957 spalteten sich die Landwirte in Gübs jedoch ab und gründeten die ortseigene LPG „Bundschuh“, die sich speziell mit Ackerbau und Viehzucht beschäftigte.
Während der DDR-Ära gehörte Gübs administrativ zum Kreis Burg. Durch die Gebietsreform nach der deutschen Wiedervereinigung wurde der Ort in den Landkreis Jerichower Land mit der Kreisstadt Burg eingegliedert. Mit dem Ende der staatlich gelenkten Landwirtschaft und dem damit verbundenen Wegfall von Arbeitsplätzen änderte sich der Charakter des Dorfes. Fortan bestimmten nicht mehr die Bauernhöfe das Ortsbild, Gübs wurde zum Wohnort für Magdeburger Auspendler. Von 2005 bis 2009 gehörte Gübs zur Verwaltungsgemeinschaft Biederitz-Möser.
Bis zum 31. Dezember 2009 war Gübs eine selbständige Gemeinde. Letzter Bürgermeister der Gemeinde Gübs war Karl Heinz Latz. Am 1. Januar 2010 wurde Gübs in die Einheitsgemeinde Biederitz eingegliedert.

## Politik

### Wappen
| | Blasonierung: „Grün über Rot geteilt durch einen silbernen Wellenschrägbalken.“ |
| Wappenbegründung: Die Farben sind Grün - Weiß (Silber). Grün-Rot dokumentiert die Jahrhunderte dauernde Zugehörigkeit zur Stadt Magdeburg. Das Wappen wird unterbrochen durch einen Flusslauf was dokumentiert, dass Gübs früher an der Elbe (heute Umflutkanal) lag und ständig unter Hochwasser zu leiden hatte. Das Wappen wurde von der Heraldikerin Erika Fiedler aus Magdeburg gestaltet und am 14. Juli 1995 durch das Regierungspräsidium Magdeburg genehmigt. |                                                                                 |

## Bauwerke

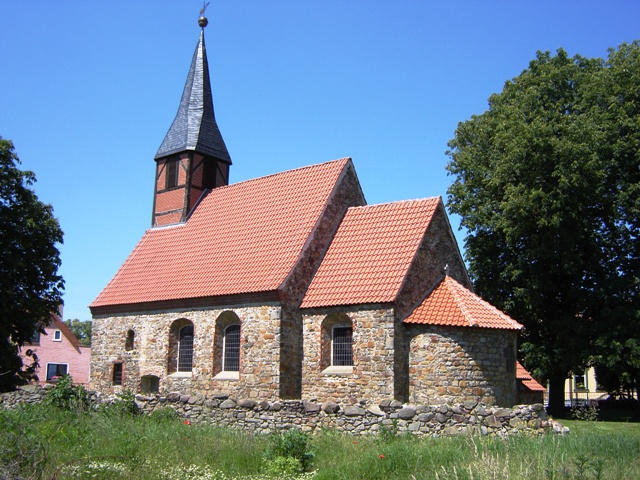
St.-Andreas-Kirche in Gübs

Die St.-Andreas-Kirche liegt im Süden des Dorfs. Das spätromanische Bauwerk wurde 1945 bei Bombenangriffen zum Teil zerstört und in den fünfziger Jahren wiederaufgebaut. Ihren Ursprung hat die Kirche in einer 1275 erstmals urkundlich erwähnten Kapelle.

## Katastrophen der neueren Zeit

### Elbehochwasser 2002
Das Elbehochwasser 2002 ging nicht spurlos an Gübs vorbei. Die Ehle, die durch den Ortsteil Klein Gübs fließt, stieg nach einem Sielbruch des Umflutkanales in Heyrothsberge drastisch an. Der Wasserpegel der Ehle stieg so schnell an, dass der Ortsteil nicht gegen das Wasser verteidigt werden konnte. Alle Häuser wurden evakuiert und erst nach Wochen wieder für die Bevölkerung freigegeben. Das Wasser hatte einen Höchststand von 1,20 m auf der Straße des Ortes und damit über 3 m höher als Normal. Dieser hohe Wasserstand führt zu starken Schäden in den Häusern der Bewohner. Auch Teile des eigentlichen Ortes wurden überschwemmt, nur die alten Höfe und die Kirche blieben verschont. Der nicht überschwemmte Teil des Ortes war schwierig zu erreichen, da die Kreisstraße, die Gübs mit den umliegenden Gemeinden verbindet, durch den stark überschwemmten Ortsteil Klein Gübs verläuft und für Pkws unpassierbar war.